# フィリピンヒイロシジミ
フィリピンヒイロシジミ（Deudorix philippinensis）は、チョウ目（鱗翅目）アゲハチョウ上科シジミチョウ科に分類されるチョウの一種。フィリピン固有種。

## 分布
ルソン、ミンドロ、マリンドゥケ、シブヤン、カミグィン（ルソン）、パナイ、マスバテ、レイテ、ネグロス、ミンダナオで見られる。

## 形態

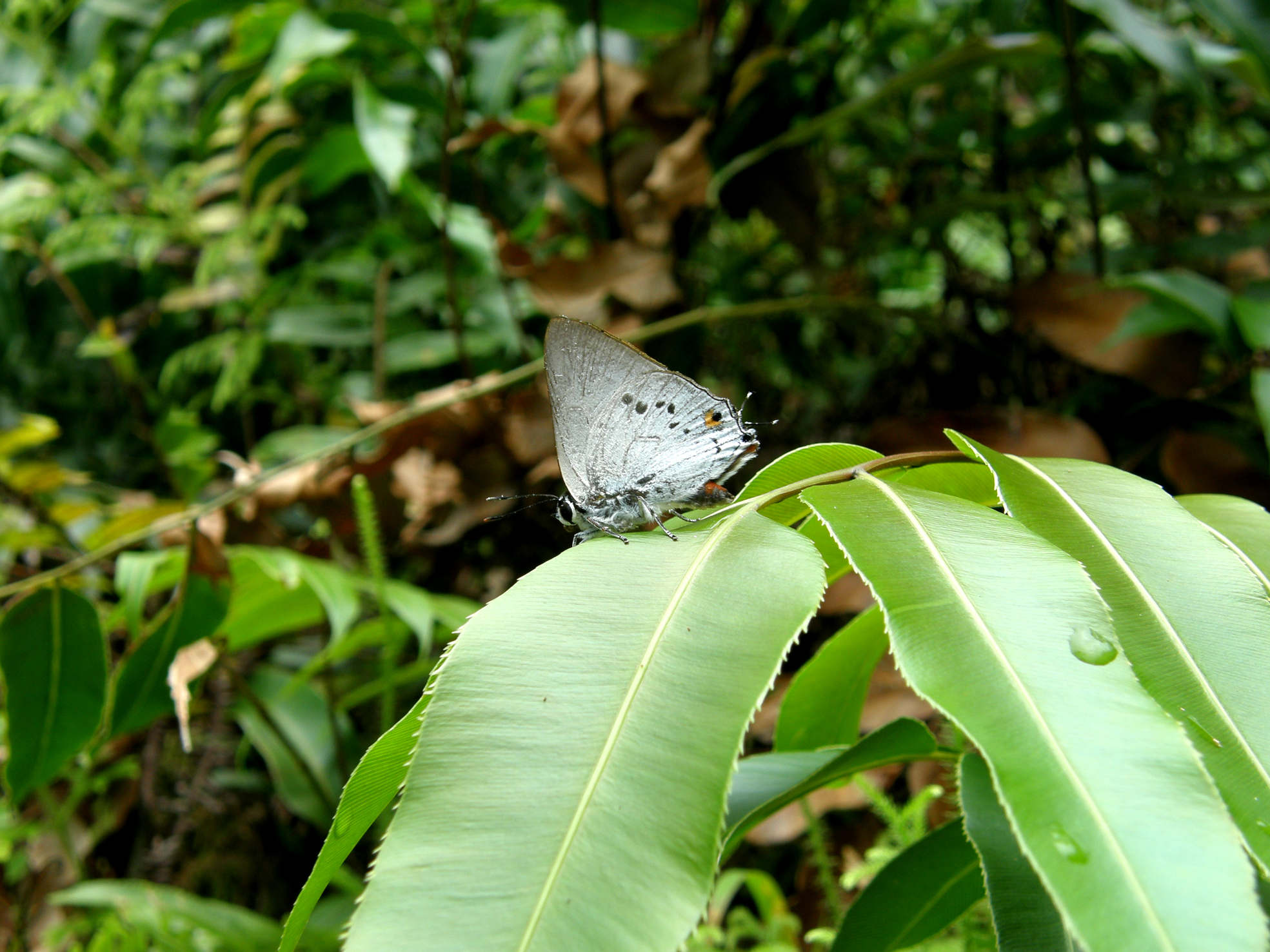
フィリピン、ミンダナオ島・アポ山中の成虫・オス
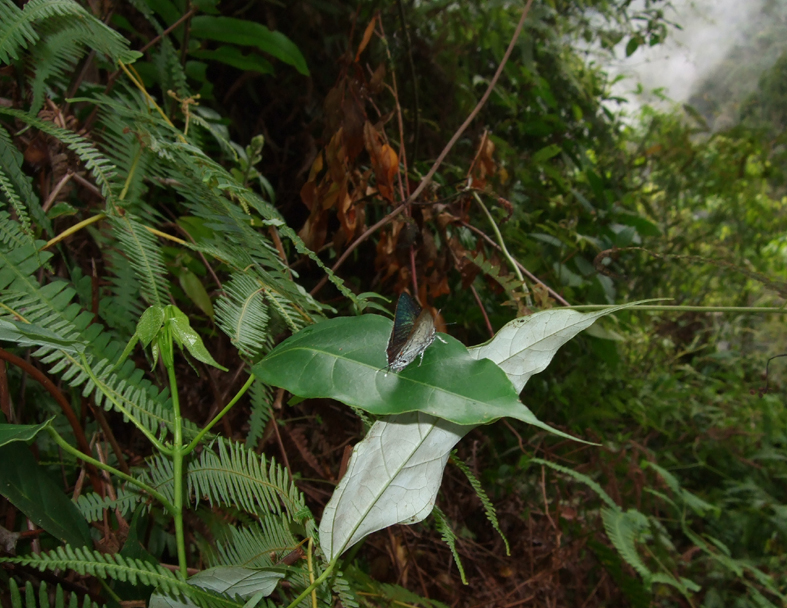
フィリピン、ミンダナオ島・アポ山中の成虫・メスＢ型

前翅長はオス18-22mm、メス22-25mm。ミャンマー、タイ、マレー半島、スマトラ、ビリトン、ジャワ、フィリピンではパラワンにも分布する ヒパルギリアヒイロシジミ (D. hypargyria )　によく似ているが、オス、メスとも裏面の斑紋の相違とメスの翅表の相違で容易に見分けがつく。メスには二つの型があり、翅表の色彩が橙色のものはA型、黒色のものはB型とされる。B型の黒色は光線の当たり具合でわずかに緑色がかって見える。

## 生態
発生は少なくとも年2回と推察される。個体数は地域により稀な場所とやや少ない場所がある。